# Berosus notapeltatus
Berosus notapeltatus är en skalbaggsart som beskrevs av Van Tassell 1963. Berosus notapeltatus ingår i släktet Berosus och familjen palpbaggar. Inga underarter finns listade i Catalogue of Life.